# Akimiski Island
Akimiski Island ist eine kanadische Insel und mit einer Ausdehnung von ungefähr 99,3 × 40,7 km und einer Fläche von 3.001 km² die größte Insel in der James Bay, dem südlichen Ausläufer der Hudson Bay. Sie ist sumpfig und relativ flach. Ihre höchste Erhebung liegt im Südwesten bei 34 Metern über dem Meer.
Sie liegt nur 19 km östlich der Küste von Ontario und ist von ihr durch die Akimiski Strait getrennt, gehört aber zur Region Qikiqtaaluk des Territoriums Nunavut. Die Insel ist unbewohnt, wird jedoch regelmäßig von Wissenschaftlergruppen aufgesucht. Der Name stammt aus dem Cree-Wort a-ka-mas-ki und bedeutet ‚das Land gegenüber‘, wobei dies den Blick vom Festland meint.

## Flora und Fauna
Die Vegetation besteht überwiegend aus tundraähnlichem Bewuchs. Seit langer Zeit werden die Vogelpopulationen vom Ontario Ministry of Natural Resources untersucht, wie die Bestände der Kanadagänse, der Marmorschnepfen (Limosa fedoa) oder der Hudsonschnepfe (Limosa haemastica). Für sie ist das Akimiski Island Bird Sanctuary im Osten der Insel als Teil des James Bay Preserve eingerichtet worden. 1991 legten hier allein 250.000 Individuen der Kleinen Schneegans (Anser caerulescens caerulescens), damit rund ein Siebentel der Gesamtpopulation in Kanada, im Norden der Insel Rast ein.
Im Jahr 2000 wurde erstmals nach 1981 eine eingehende Untersuchung der Inselflora vorgenommen. Dabei fanden sich auf der Insel 276 heimische Gefäßpflanzen und damit 76 Taxa in 33 Familien mehr, als bis dahin bekannt, und 5 exotische. Damit waren insgesamt 281 Taxa in 55 Familien bekannt. 28 Arten sind im angrenzenden Ontario selten, zwei existieren nur auf Akimiski oder weiter im Norden an der Hudson Bay: Potentilla crantzii und Salicornia borealis.
Die vor allem im Sommer anzutreffenden Eisbären stellen das südlichste dauerhafte Vorkommen dieser Tierart dar. 1997/98 wurden einige von ihnen mit Sendern versehen, um ihre Wanderungen zu verfolgen. Zudem stellte sich heraus, dass die Eisbären der James Bay genetisch von anderen Gruppen abweichen und einen Cluster bilden.
Kanadagänse und andere Vögel, wie der Regenpfeifer, nutzen die Insel als Zwischenhalt.

## Geschichte
Bis Mitte des 20. Jahrhunderts war es üblich, dass Fallensteller von der Küste mit dem Schlitten nach Akimiski hinüberfuhren. Sie trennten sich etwa zehn Tage von ihren Familien und kehrten während der nächsten Monate immer wieder zurück. In der Jagdsaison 1944–1945 und 1946–1947 jagten auf diese Art rund 43 % der Attawapiskat-Männer, die auf Fallenstellerei und Jagd gingen im Umkreis von 100 km. Die übrigen zogen weiter, wobei diese auch mehr Geld verdienten. In den Wintermonaten zogen Indianer bis in das 19. Jahrhundert aus dem Norden an den Ontariosee. Gruppen vom Great Whale River, aus Fort George und von Akimiski Island trafen sich in Moosonee, am Südende der Hudson Bay. Von dort ging es durch das Tabatibi-Tal nach Cochrane; über North Bay, Orillia ging es weiter Richtung Toronto. Wenn die Karibuherden im Sommer nicht weit genug nach Süden zogen, um hier zu grasen und zu kalben – Akimiski war das wichtigste Jagdgebiet –, jagte man mehr Gänse, wie sich in den Verkaufszahlen in Fort Albany bemerkbar machte.
Unklar ist, ob die Havarie des Schiffes unter Leitung von Thomas James, die sich im September 1631 ereignete, vor Akimiski stattfand. In der oralen Tradition der Cree an der James Bay finden sich Erinnerungen an Schiffshavarien, die sich allerdings nicht sicher mit denen in den europäischen Quellen identifizieren lassen. Allem Anschein umsegelte das Schiff Akimiski und die Männer überwinterten auf Charlton Island. 1674 benannte Thomas Bayly Akimiski in Viner's Island um, wohl nach dem Governor der HBC Sir Robert Viner.
Pater Abanel, ein Jesuit, war der erste Europäer, der die Insel 1671/72 beschrieb. Er nannte sie „Ouabaskou“. Er berichtete von einer kleinen Bucht der Insel, in der man den Winter verhältnismäßig komfortabel überdauern könne. Die Angestellten der Hudson’s Bay Company (HBC) nannten die Insel hingegen Charlton Island oder, wie 1674 Thomas Bayly, auch Viner's Island. Er stellte fest, dass zahlreiche Omushkegowak-Cree, die auf dem benachbarten Festland wohnten, verhungert waren, die heutige Forschung nimmt eher an, dass sie einer Krankheit zum Opfer gefallen waren. Die Briten glaubten, die Region sei unbesiedelt gewesen, bis die Hudson’s Bay Company Indianer in die Gegend gebracht hätte. Heutige Schätzungen gehen davon aus, dass in den Lowlands vor den Epidemien von 1782 und 1783 etwa 1500 bis 2000 Menschen lebten. Ihnen dürfte rund die Hälfte der Bevölkerung zum Opfer gefallen sein, doch bis 1829 scheint sich die Zahl erholt, und den Stand vor der Katastrophe wieder erreicht zu haben.
Die mündliche Überlieferung weiß von Karibujagd auf der Insel, wobei in manchen Jahren die Herden nicht so weit in den Süden kamen, und die Cree ihnen nordwärts folgen mussten. 1948 wurden von der HBC Biber wieder eingeführt, die zuvor durch zu starke Bejagung verschwunden waren. Danach kam es zu einem schnellen Anstieg der Population, die Tiere errichteten zahlreiche Dämme. Dies wiederum schädigte, so Angehörige der umwohnenden Attawapiskat First Nation, die Fischpopulationen um die Insel.
Ähnlich wie die Mushkegowuk, so haben auch die anderen Indianergruppen in der Region heute das Problem, dass sich ihr traditionelles Territorium, also der zum Überleben notwendige Schweifraum, in dem traditionelle Rechte und Pflichten, Praktiken und Rituale auszuüben waren, in die Nachbarprovinzen erstreckt. Akimiski gehört zu Nunavut, das Gebiet westlich der James Bay zu Ontario, das östlich zu Québec.